# In Concert
Az In Concert a Derek and the Dominos első koncertalbuma. Bár nem olyan erős, mint a Layla and Other Assorted Love Songs, mégis Clapton legjobb albumai között a helye. A felvétel a Dominos Fillmore East-beli koncertjén készült, 1970 októberében.

## Az album dalai
1. "Why Does Love Got to Be So Sad?" (Eric Clapton – Bobby Whitlock) – 9:33
2. "Got to Get Better in a Little While" (Eric Clapton) – 13:50
  - Eric Clapton 1988-as, Crossroads című válogatásalbumán megtalálható a dal stúdióban felvett változata.
3. "Let It Rain" (Bonnie Bramlett – Eric Clapton) – 17:46
  - Eric Clapton első, 1970-es szólóalbumáról (Eric Clapton).
4. "Presence of the Lord" (Eric Clapton) – 6:10
  - A Blind Faith című albumról.
5. "Tell the Truth" (Eric Clapton – Bobby Whitlock) – 11:21
6. "Bottle of Red Wine" (Bonnie Bramlett – Eric Clapton) – 5:37
  - Eric Clapton első, 1970-es szólóalbumáról (Eric Clapton).
7. "Roll It Over" (Eric Clapton – Bobby Whitlock) – 6:44
  - Eric Clapton 1988-as, Crossroads című válogatásalbumán megtalálható a dal stúdióban felvett változata.
8. "Blues Power" (Eric Clapton – Leon Russel) – 10:29
  - Eric Clapton első, 1970-es szólóalbumáról (Eric Clapton).
9. "Have You Ever Loved a Woman" (Billy Myles) – 8:15

## Közreműködők
- Eric Clapton – gitár, ének
- Bobby Whitlock – billentyűsök, ének, gitár
- Jim Gordon – dob, ütőhangszerek
- Carl Radle – basszusgitár, ütőhangszerek

### Produkció
- Eddie Kramer – hangmérnök
- Andy Knight – hangmérnök, újrakeverés
- Richard Manwaring – hangmérnök, újrakeverés
- Fin Costello – fényképek
- Elliott Landy – fényképek
- Redferns – fényképek
- Mike Caple – design